# Jader Volnei Spindler
Jader Volnei Spindler, född 18 januari 1982, är en brasiliansk före detta fotbollsspelare.
Han blev utsedd till J.Leagues "Best Eleven" 2007.